# William Dunlap Simpson
William Dunlap Simpson, född 27 oktober 1823 i Laurens District (nuvarande Laurens County) i South Carolina, död 29 december 1890 i Columbia i South Carolina, var en amerikansk demokratisk politiker och jurist. Han var South Carolinas viceguvernör 1876–1879 och därefter guvernör 1879–1880. Han var chefsdomare i South Carolinas högsta domstol från 1880 fram till sin död.
Simpson utexaminerades från South Carolina College (numera University of South Carolina) och studerade en kortare tid vid Harvard Law School utan att utexamineras. Efter ytterligare juridikstudier i South Carolina inledde han 1846 sin karriär som advokat. Han deltog i amerikanska inbördeskriget som överstelöjtnant i sydstatsarmén och var sedan ledamot av Amerikas konfedererade staters representanthus 1863–1865.
År 1876 valdes Simpson till South Carolinas viceguvernör. Han efterträdde 1879 Wade Hampton III som guvernör och efterträddes 1880 av Thomas Bothwell Jeter.
Efter att ha avgått som guvernör tjänstgjorde Simpson i South Carolinas högsta domstol. Han avled 1890 och gravsattes i Laurens.